# Parapolydora fastigita
Parapolydora fastigita là một loài thực vật có hoa trong họ Cúc. Loài này được (Oliv. & Hiern) H.Rob. mô tả khoa học đầu tiên năm 2005.